# .cm
.cm je vrhovna internetska domena (country code top-level domain - ccTLD) za Kamerun. Domenom upravlja Camtel.

## Vanjske poveznice
- IANA .cm whois informacija  Arhivirana inačica izvorne stranice od 12. listopada 2007. (Wayback Machine)